# (6585) O’Keefe
(6585) O’Keefe ist ein die Marsbahn streifender Asteroid des Hauptgürtels. Er wurde am 26. September 1984 von den US-amerikanischen Astronomen Carolyn Shoemaker und Eugene Shoemaker am Palomar-Observatorium (IAU-Code 675) auf dem Gipfel des Palomar Mountain etwa 80 Kilometer nordöstlich von San Diego in Kalifornien entdeckt.
Der Asteroid wurde nach dem US-amerikanischen Astromonen, Geodäten und Meteoritenforscher John A. O’Keefe (1916–2000) benannt, der von 1958 bis 1995 als Experte für Planetenwissenschaft und Astrogeologie für die NASA arbeitete.